# Westminster Abbey
Westminster Abbey (officieel The Collegiate Church of St Peter) is een voornamelijk in gotische stijl opgetrokken kerk in Londen. Het is traditioneel de plaats waar kroningen en begrafenissen van leden van de Britse vorstenhuizen plaatsvinden. Ook vinden hier huwelijken plaats van leden van de koninklijke familie, 16 tussen 1100 en 2011, met als voorlopig laatste prins William en Catherine Middleton.
In 1987 werd het gebouw samen met Westminster Palace en St Margaret's Church door UNESCO op de Werelderfgoedlijst geplaatst.

## Ontstaan

Plattegrond van het complex

De legende wil dat de abdij werd gesticht ten tijde van koning Sæberht van Essex, toen een visser een visioen zag over Petrus. Het gebouw verrees op een eiland in de rivier de Theems. Ten tijde van koning Eduard de Belijder werd de abdij verbouwd in Normandische stijl (1045-1065).
Het geheel werd gebouwd als een abdij voor benedictijner monniken en werd ingewijd op 28 december 1065.
Tussen 1245 en 1517 werd de abdij verbouwd in gotische stijl.
De eerste fase van de herbouw vond plaats onder koning Hendrik III en het gebouw werd voltooid tijdens de regering van Richard II. Hendrik VII voegde er in 1503 een kapel aan toe in de laatgotische zogeheten perpendiculaire stijl.
Tijdens de kerkhervorming onder Hendrik VIII werd Westminster Abbey in 1534 slachtoffer van de opheffing van de kloosters, en in 1540 werd ze gesloten.
De abdij werd aan de benedictijnen teruggegeven onder koningin Maria I, maar onder koningin Elizabeth I moesten ze de abdij in 1559 opnieuw afstaan. Elizabeth bepaalde in 1579 dat Westminster een "royal peculiar" zou worden: een kerk die rechtstreeks onder verantwoordelijkheid van de vorst viel en niet van de aartsbisschop van Canterbury. Zij maakte er een collegiale kerk van: the Collegiate Church of St. Peter.
Sindsdien is het hoofd niet de bisschop, maar een deken die wordt aangesteld door de vorst. Tot de 19e eeuw was de abdij na Oxford en Cambridge de belangrijkste plaats van wetenschap in het land.

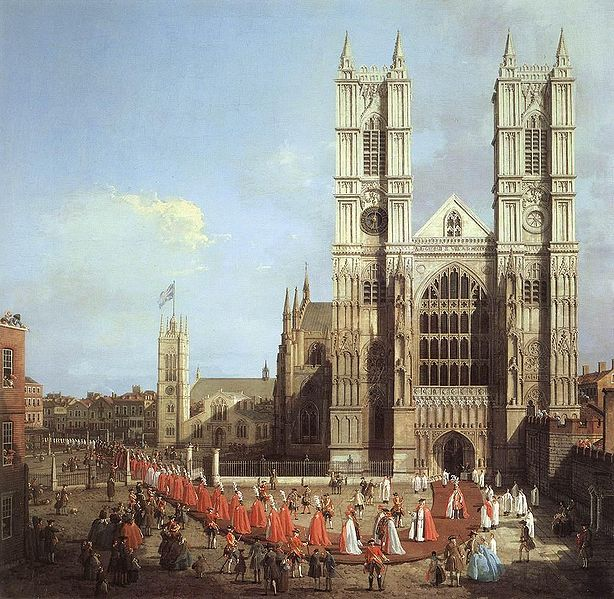
Westminster Abbey, schilderij van Canaletto, 1749

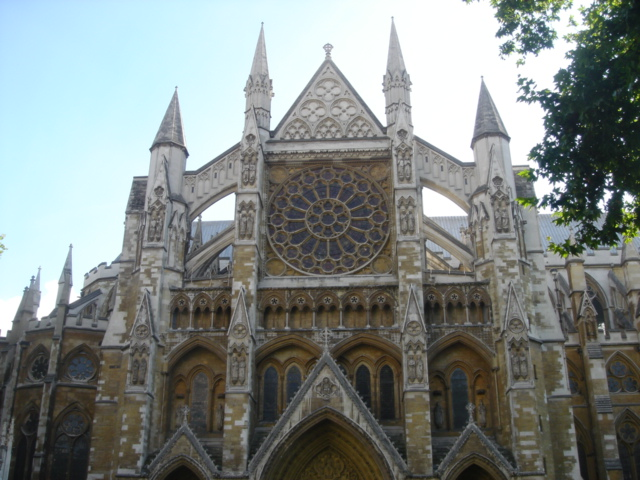
Noordelijk transept

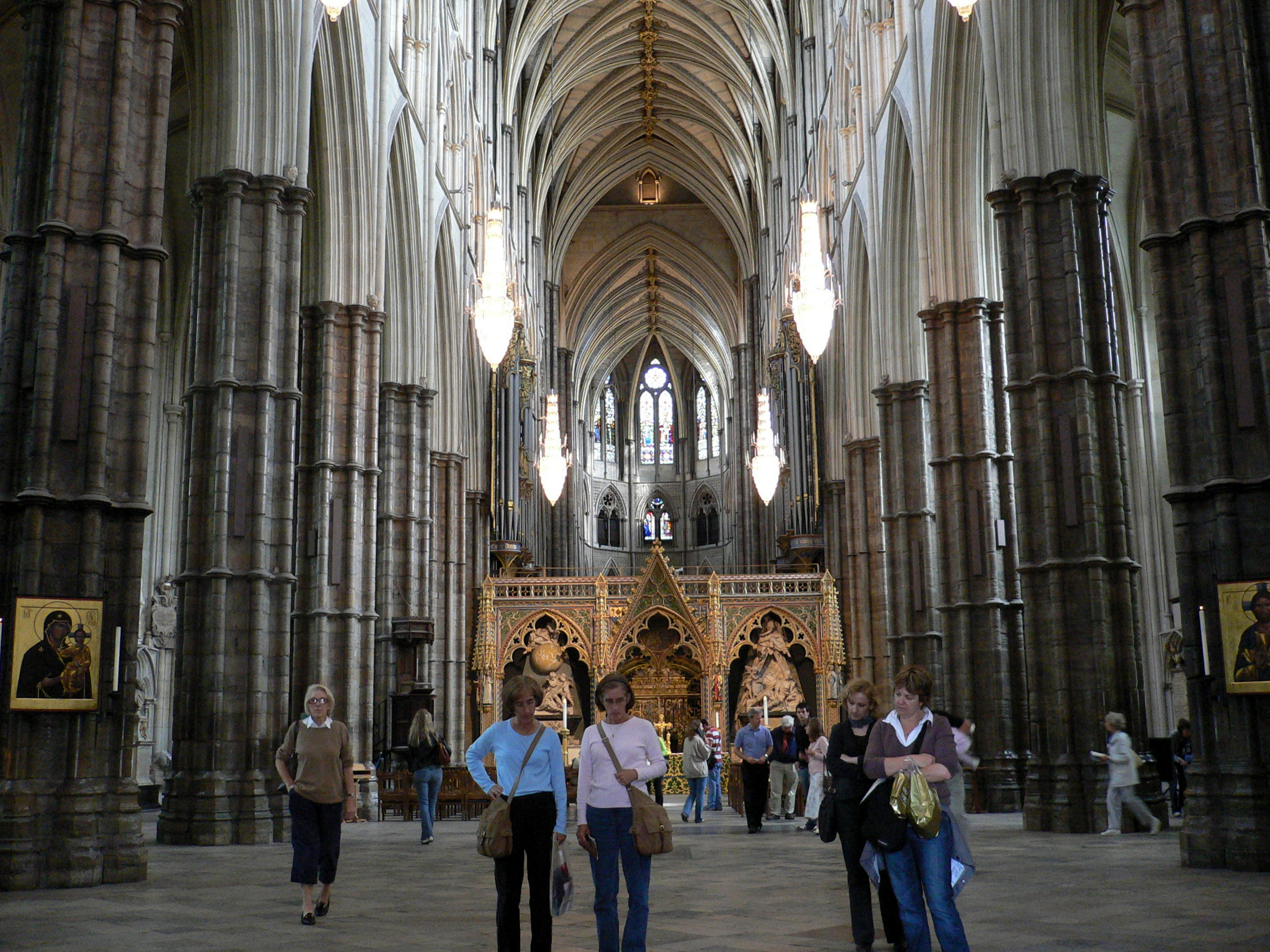
Middenschip

## Kroningen
Koning Harold II Godwinson was de eerste vorst die in de kerk werd gekroond, in 1066. Op eerste kerstdag van datzelfde jaar werd Willem de Veroveraar hier gekroond als zijn opvolger, en alle daaropvolgende Engelse vorsten (behalve Lady Jane Grey, Eduard V en Eduard VIII, die niet gekroond werden).
De aartsbisschop van Canterbury leidt traditioneel deze ceremonie, hoewel Harold en Willem werden gekroond door de aartsbisschop van York. De huidige koning Charles III werd hier op 6 mei 2023 gekroond.

## Bijzettingen
Hendrik III verbouwde de kerk ter ere van de heilig verklaarde koning Eduard de Belijder, wiens overblijfselen hier werden geplaatst.
Hendrik III werd vlak bij hem bijgezet, evenals de koningen uit het huis Plantagenet, hun vrouwen en familieleden, en de meeste andere koningen en koninginnen van Engeland. Hendrik VIII en de meeste vorsten na Karel I werden echter bijgezet in Windsor. George II was de laatste vorst die hier werd bijgezet.
In Westminster Abbey liggen ook Willem III van Oranje, koning van Engeland en Schotland, en diens vrouw Maria II Stuart. Willem III is een van de weinige Oranjes die niet in de grafkelder in de Nieuwe Kerk in Delft bijgezet is.
Aristocraten werden bijgezet in de zijkapellen. Ook de middeleeuwse schrijver Geoffrey Chaucer werd hier bijgezet, en na hem andere dichters en schrijvers in wat bekend zou worden als de Poets' Corner. Beroemde musici als Henry Purcell en Orlando Gibbons vonden ook hier, op hun belangrijkste werkplaats, hun laatste rustplaats. Al met al werd het in de loop van de eeuwen een eer om in Westminster Abbey bijgezet te worden, ook voor generaals, politici, wetenschappers en andere groten uit de Engelse samenleving, zoals:
- Robert Adam, Architect
- Clement Attlee, Brits politicus
- Robert Browning, Dichter en toneelschrijver
- Geoffrey Chaucer, Schrijver
- Muzio Clementi, Italiaans pianist
- Charles Darwin, Bekend van de Evolutie theorie
- Charles Dickens, Engels schrijver
- John Dryden, Engels dichter, toneelschrijver en vertaler
- John Gay, Engels dichter en dramaturg
- William Ewart Gladstone, Brits liberaal staatsman en premier
- Georg Friedrich Händel, barokcomponist, schreef veel muziek-dramatische werken
- Stephen Hawking,
- John Herschel
- Dr Samuel Johnson
- Ben Jonson
- Lord Kelvin
- Rudyard Kipling
- David Livingstone
- Isaac Newton
- Laurence Olivier
- William Pitt de Jongere
- William Pitt de Oudere, 1e graaf van Chatham
- Henry Purcell
- James Rennell
- Ernest Rutherford
- Edmund Spenser
- Alfred Lord Tennyson
- Henry John Temple, Lord Palmerston, Engels minister en premier
- Sir Henry Irving, toneelacteur
- Ralph Vaughan Williams
- William Wilberforce, Engels parlementariër en leider van de anti-slavernijbeweging.

Oliver Cromwell werd ook in de abdij bijgezet, maar Karel II liet zijn stoffelijke resten verwijderen om hem alsnog te laten ophangen. Zijn lichaam is herbegraven onder de Tyburn galg (omgeving Marble Arch). Zijn hoofd is vermoedelijk begraven op Sidney Sussex College.
Voor William Shakespeare is er een gedenkteken, maar diens graf ligt in zijn geboorteplaats Stratford-upon-Avon.

## Monument van de onbekende soldaat
Op 11 november 1920 werd een onbekende soldaat in het schip van de Westminster Abbey begraven in zand dat afkomstig was van enkele belangrijke Franse slagvelden. Aanwezig daarbij was koning George V.

## Martelaren uit de 20e eeuw

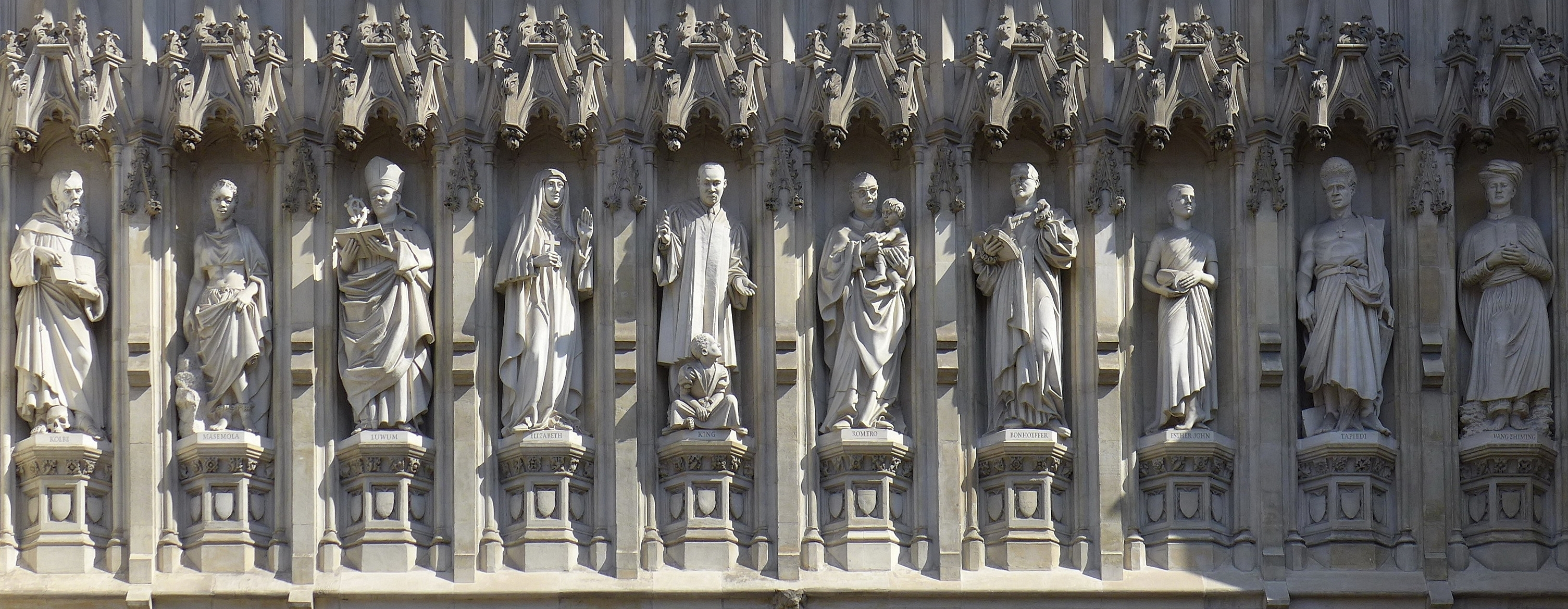
De martelaren van de 20ste eeuw

Boven de grote westdeur werden in 1998 tien lege nissen gevuld met beelden van martelaren uit de 20ste eeuw. Het zijn van links naar rechts:
- Maximiliaan Kolbe (overleden 1941)
- Manche Masemola (overleden 1928)
- Janani Luwum (overleden 1977)
- Elisabeth Fjodorovna Romanov (overleden 1918)
- Martin Luther King (overleden 1968)
- Óscar Romero (overleden 1980)
- Dietrich Bonhoeffer (overleden 1945)
- Esther John (overleden 1960)
- Lucian Tapiedi (overleden 1942)
- Wang Zhiming (overleden 1973)